# 宋涛 (篮球运动员)
宋涛（1965年11月6日—），山东青岛即墨区人，前中國大陸男子篮球运动员，身高2.09米，司职中鋒 。

## 籃球生涯
宋涛1985年进入中国男篮，并随队在次年的世界篮球锦标赛上获得第九名。宋涛在1987年NBA选秀中被亚特兰大鹰选中，成为第一个在NBA选秀中入选的中国篮球选手。但不幸的是，宋涛在当年的世界大学生运动会的赛前训练中為了蓋孫鳳武火鍋而「坐飛機」，導致右膝盖粉碎性骨折，手术后刚痊愈又在国家体委训练局大楼走廊的滑湿地面上摔倒而再次受伤。其后，亚特兰大鹰出资将其接往美国进行治疗，但宋涛再也未能恢复水平，無緣進入NBA。
宋涛其后曾出任汉城奥运会中国代表团旗手，1991年退出国家队，在山东男篮任教练兼队员。1993年赴旧金山留学。
1992年12月裕隆男籃宣布宋濤隔年有望到臺灣獻技，1994年4月底宋濤赴臺灣，但直到1995年2月中国篮球协会同意其在臺灣進行籃球活動後裕隆恐龍才向中華職籃註冊宋濤，經中華職籃球團負責人會議認定，宋濤在職籃元年的身分為外籍球員。1995年5月宋濤暫披飛駝隊戰袍征戰總統杯籃球賽男子組，最終飛駝隊收下亞軍，宋濤抱走阻攻王殊榮。職籃二年裕隆恐龍已無外籍球員名額，因此把宋濤借將給幸福豹一年，中華職籃球團負責人會議允許宋濤以本土球員身分參加職籃二年。職籃三年宋濤重返裕隆恐龍，但因尚未取得中華民國國民身分證，以外籍球員身分參與職籃三年，1997年1月宋濤取得了中華民國國民身分證，在職籃三年的身分變成本土球員。1999年12月宋濤與裕隆恐龍合約到期後轉戰中廣戰神，2000年9月因中廣戰神未將宋濤列入保留名單，宋濤需投入中華職籃實力平衡選秀，在選秀會第二輪被中廣戰神選回。2000年宋濤自選手生涯退休後，在國立交通大學教書，三年後到江蘇蘇州的台資企業工作，2009年前往廣東東莞松山湖高新區。
宋濤的妻子彭萍也曾是中國大陸著名篮球运动员。

## 外部連結
- 宋涛在fiba.basketball（英语）
- 宋涛在fiba.basketball（英语）
- 宋涛在archive.fiba.com（存檔）（英语）
- 宋涛在Basketball-Reference.com（NBA）（英语）
- 宋涛在RealGM（英语）
- 宋涛在Olympedia（英语）

| 奥林匹克运动会 | 奥林匹克运动会                                                        | 奥林匹克运动会 |
| -------------- | --------------------------------------------------------------------- | -------------- |
| 前任： 王立彬  | 中华人民共和国夏奥会代表团开幕式旗手 · 1988年夏季奥林匹克运动会· 汉城 | 繼任： 宋力刚  |